# 小行星3396
小行星3396（英語：3396 Muazzez）是一颗围绕太阳公转的小行星。1915年10月15日，馬克斯·沃夫在海德堡发现了此天体。
这颗小行星的绝对星等为316.3854266471832等。